# Telamonia bombycina
Telamonia bombycina là một loài nhện trong họ Salticidae.
Loài này thuộc chi Telamonia. Telamonia bombycina được Eugène Simon miêu tả năm 1902.